# Jill McCabe
Jill McCabe, född 5 september 1962 i Liverpool, är en svensk före detta friidrottare (medeldistans) som tävlade för klubbarna IFK Tumba, Turebergs IF och Malmö AI. Hon utsågs år 1984 till Stor Grabb/tjej nummer 344. Vid OS 1984 i Los Angeles deltog hon på 800 meter och 1 500 meter men blev utslagen i semifinal respektive försök.
McCabe har tre barn tillsammans med sin man Håkan - Frida, Kim & Clara. Frida (sprint) såväl som Kim (längdhopp) tillhörde sverigetoppen i sina respektive grenar.

## Personliga rekord
- 400 meter - 53,98 (Borås 23 augusti 1983)
- 800 meter - 2.00,71 (Oslo 28 juni 1984)
- 1 000 meter - 2.42,45 (Stockholm 17 juni 1984)
- 1 500 meter - 4.12,61 (Göteborg 16 augusti 1983)